# Bosque estatal de Maricao
El Bosque estatal de Maricao, generalmente conocido simplemente como «Monte del Estado», por la cual se refiere a la montaña de este nombre que se localiza en el bosque,  se ubica en la isla de Puerto Rico, delimitado por las poblaciones de San Germán, Sabana Grande y Maricao, 
El bosque se encuentra en la región occidental de la Cordillera Central de Puerto Rico, y abarca unos 10,264 acres (41.54 km²) de tierras con unas grandes precipitaciones. Los ríos Guanajibo y Grande de Añasco fluyen a través del bosque.
El Bosque estatal de Maricao está mantenido por el Departamento de Recursos Naturales y Ambientales del Estado libre asociado de Puerto Rico.

## Historia
El Bosque Estatal de Maricao fue creado el 22 de diciembre del 1919 mediante un decreto. Este ha sido el único bosque de terreno alto creado por proclama del entonces gobernador Arthur Yager.

## Biología y ecología

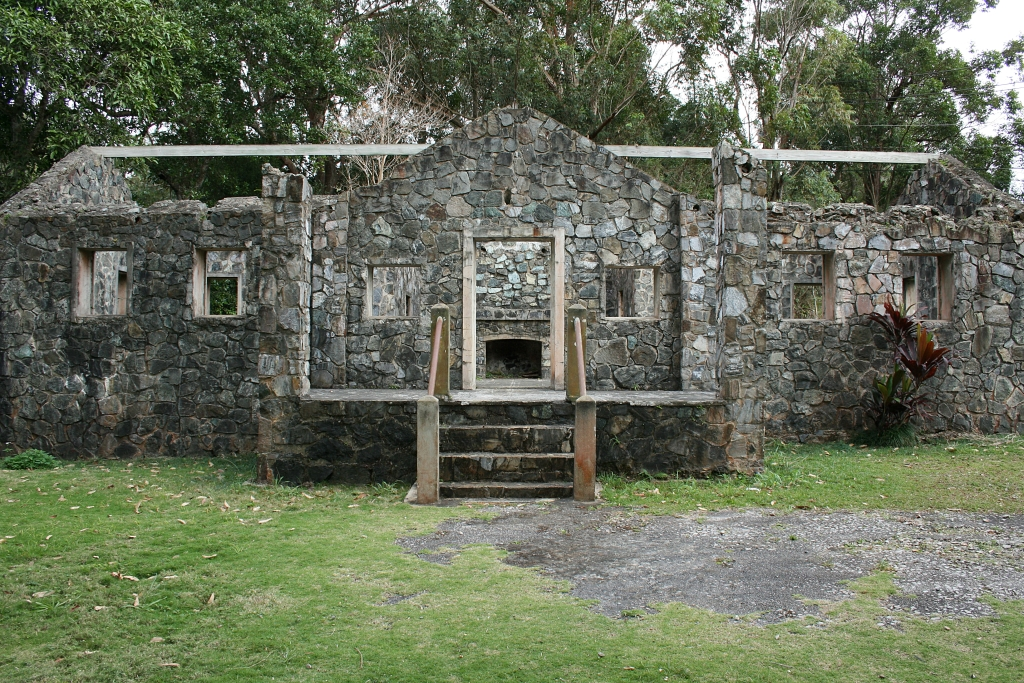
Ruinas de la Casa de Piedra, Bosque Estatal de Maricao

### Flora
Hay 1141 especies de plantas en el bosque, probablemente la mayor diversidad en la isla. De las 128 especies de plantas endémicas existentes en Puerto Rico, 23 se encuentran en el Bosque Estatal de Maricao. También hay plantaciones de Caoba, Eucaliptos, Pino Macho, y otros.

### Fauna
Hay 60 especies registradas, 29 de las cuales son endémicas. Algunos ejemplos son el Gavilán pecho rufo (Accipiter striatus venator), que es una especie en peligro de extinción, y el Zumbadorcito de Puerto Rico.

## Clima
En los veranos el clima es cálido y húmedo, las tormentas son muy frecuentes, y la temperatura alrededor de los 85 °F (29 °C) con el índice de temperatura por encima de los 90 °F (32 °C), durante las horas del día, en el verano normalmente las horas nocturnas son frescas con las horas más frescas a mitad de la noche por debajo de los 60 °F (16 °C). El invierno es muy seco y el bosque con temperaturas suaves en las horas del día y frío en las horas de la noche que en algunos días ocasionalmente baja por debajo de los 50 °F (10 °C).[cita requerida]